# 森田製針所
有限会社森田製針所（もりたせいしんしょ、英: Morita Seishinsyo Co,.Ltd.）は、大阪府門真市に本社を置く、業務用針の製造をおこなう企業である。

## 会社概要
主に業務用で使用する針の製造をおこなう。用途は医療用針から、マイナスイオン放電針からインクジェット用針まで、広い範囲にわたって製造されている。
元々はメリヤス針の製造元として、創業したが、国内から繊維の生産拠点の減少にともない、そうした針をつくるノウハウを活かし、様々な用途の針を製造しながら、今日まで生産を続けている。

## ラジオCM
平日の昼の時間帯にMBSラジオで「針・ステンレスパイプ加工の森田製針所」というラジオCMを放送している。